# دومینگو تهرا
دومینگو تهرا (انگلیسی: Domingo Tejera؛ ۲۲ ژوئیهٔ ۱۸۹۹ – ۱۹۶۹) یک بازیکن فوتبال اهل اروگوئه بود.